# Monodesmus atratus
Monodesmus atratus är en skalbaggsart som beskrevs av Fisher 1932. Monodesmus atratus ingår i släktet Monodesmus och familjen långhorningar.
Artens utbredningsområde är Kuba. Inga underarter finns listade i Catalogue of Life.